# Lee Bryant (Schauspielerin)
Lee Bryant (* 31. August 1945 in Manhattan, New York) ist eine US-amerikanische Schauspielerin.

## Karriere
Bryant wurde 1980 einem breiten Publikum durch die Verkörperung der hysterischen Flugzeug-Passagierin Mrs. Hammen in den Komödien Die unglaubliche Reise in einem verrückten Flugzeug und deren Fortsetzung Die unglaubliche Reise in einem verrückten Raumschiff (1982) von Jim Abrahams, David Zucker und Jerry Zucker bekannt; in der Schlüsselszene erlebt ihre Figur einen hysterischen Anfall und wird mehrfach von verschiedenen Personen geohrfeigt.
Sie spielte außerdem die Ehefrau von Sam Waterston in Peter Hyams Film Unternehmen Capricorn aus dem Jahr 1977 und 2011 die Mutter von Jennifer Westfeldt in der romantischen Komödie Friends with Kids.
Bryant hatte Gastrollen in einer Vielzahl von Fernsehserien. So spielte sie unter anderem in T.J. Hooker, Dr. med. Marcus Welby, Drei Engel für Charlie, Kojak – Einsatz in Manhattan, Herzbube mit zwei Damen, Starsky & Hutch, Lou Grant, Der unglaubliche Hulk, Chefarzt Dr. Westphall, Das Model und der Schnüffler sowie Alien Nation.

## Filmografie
- 1977: Unternehmen Capricorn (Capricorn One)
- 1980: Die unglaubliche Reise in einem verrückten Flugzeug (Airplane!)
- 1982: Die unglaubliche Reise in einem verrückten Raumschiff (Airplane II: The Sequel)
- 1982: Die unheimlichen Zwei (The Mysterious Two)
- 1985: Trio mit vier Fäusten
- 1992: Death Mask
- 1998: Der Guru (Holy Man)
- 2000: Fear of Fiction
- 2006: Off the Black
- 2006: Der gute Hirte (The Good Shepherd)
- 2011: Friends with Kids
- 2015: No Letting Go